# Масамуне Сіро
Масамуне Сіро[джерело?] (яп. 士郎 正宗) — японський манґака, творець манґи «Ghost in the Shell». Справжнє ім'я — Ота Масанорі (яп. 太田 まさのり). Псевдонім походить, ймовірно, від імені японського зброяра Масамуне Окадзакі.

## Біографія і творчий шлях
Народився 23 листопада 1961 року в місті Кобе Префектури Хьоґо. Ще школярем, зацікавився манґою, проте швидко розчарувався в її сюжетах, зокрема — научно-фантастичних. Ймовірно, це і було першим поштовхом до власної творчості. У 1980-х роках в коледжі він здобував досвід на семінарах і розпродажах доджінші. Вже будучи студентом Університету мистецтв Осаки, вивчаючи там живопис, скульптуру і графіку, Шіро намалював свій перший комікс «Чорна магія» (Black Magic). Багато в чому йому допомогли друзі, що мали доступ до друку через редакцію журналу «Atlas Magazine». «Чорна магія» була вельми примітивна, як в сюжетному, так і в графічному плані. Проте, вже тоді був видний типовий для Шіро стиль малювання. Манґа була відмічена Аокі Харумічі, президентом невеликого видавництва «Seishinsha» з Осаки. Завдяки цьому комікс Шіро був виданий на комерційній основі, отримавши при цьому нову назву — «Чорна магія М-66» (Black Magic M-66).
У 1985 році Шіро, що став вчителем малювання в старших класах, випустив перший том манґи «Appleseed», роботи, що здобула згодом велику популярність. Роком пізніше вийшов «Dominion: Tank Police», у 1991 році з'явився «Senjutsu Chokokaku Orion», а в 1992 — «Склад екзонів». Через п'ять років викладання Шіро кинув свою професію, щоб повністю присвятити себе створенню манги.
Все ж таки найвідомішою роботою Шіро залишається «Ghost in the Shell», намальований в 1989 році. Комікс описує майбутнє, в якому технології дозволяють створювати кіборгів на основі людських тіл. Питання про межу між машиною і людиною знаходить у манзі вельми цікаву відповідь. У 1995 році Ошії Мамору створив однойменний повнометражний фільм (OVA). У 2004 він же режисирує продовження, «Ghost in the Shell 2: Innocence», де головним героєм стає персонаж Бато. Пізніше по мотивах цих фільмів був створений телевізійний аніме-серіал «Ghost in the Shell: Stand Alone Complex», услід за яким був створений другий сезон, «Ghost in the Shell: S.А.С. 2nd GIG», а потім і фільм, «Ghost in the Shell: S.А.С. Solid State Society», виданий в 2006 році студією Production I.G.
У 2001 Шіро випустив манґу «Ghost in the Shell 2: Mamachine Interface», що піддалася жорсткій критиці. Манґа була повністю кольоровою і обробленою в Adobe Photoshop і Lightwave, що обурило любителів класичної творчості Шіро, а історія комікса була настільки складною і заплутаною, що зрозуміти її можна було тільки доклавши чималі зусилля, що викликало хвилю незадоволення шанувальників манги.

## Відомі роботи
- Black Magic M-66 (1983)
- Appleseed (1985)
- Appleseed 2 (1985)
- Dominion: Tank Police (1986)
- Appleseed 3 (1987)
- Appleseed 4 (1989)
- Ghost in the Shell (1991)
- Senjutsu Chokokaku Orion (1991)
- Intron Depot 1 (1992)
- Dominion: Conflict 1 (1995)
- Intron Depot 2 - Blades (1998)
- Ghost in the Shell 2: Mamachine Interface (2001)
- Intron Depot 3 - Ballistics (2003)
- Ghost in the Shell 1.5: Human Error Processor (2003)
- Intron Depot 4 - Bullets (2004)

## Цікаві факти
1. Шіро Масамуне — людина вельми скритна. Маючи чималі гроші, воліє жити наодинці, працюючи, в порівнянні з іншими манґаками, дуже повільно і в абсолютній самоті. Він практично ніколи не з'являється на публіці і не дозволяє себе фотографувати.
2. Він тримає удома безліч екзотичних павуків, виписує 20 науково-популярних журналів, а також любить безцільно тинятися по магазинах.
3. Всі свої роботи він відкрито називає своїми дітьми.
4. У манзі Шіро часто зображає себе у вигляді восьминога Такочю.